# جان-بابتيست ثورن
جان-بابتيست ثورن هو محامي وسياسي بلجيكي، ولد في 17 مارس 1783 في Remich ‏ في لوكسمبورغ، وتوفي في 23 مارس 1841 في مونس في بلجيكا. انتخب عضو المجلس المحلي ‏.